# Bad Griesbach
Bad Griesbach é um município da Alemanha, situado no distrito de Passau, no estado da Baviera. Tem 70,18 km² de área, e sua população em 2019 foi estimada em 9.069 habitantes.